# Fat Les
Fat Les es una banda británica compuesta por Craig Cameron, Alex James (bajista de Blur), el actor Keith Allen y el artista Damien Hirst. Quienes han estado a cargo de las voces son Keith Allen (en todas las canciones), Alex James (en "Vindaloo"), Lily Allen (en "Who Invented Fish & Chips?"), Andy Kane (en "Who Invented Fish & Chips?") y Michael Barrymore (en "Jerusalem").
Fat Les creó el himno nacional del fútbol inglés "Vindaloo" como una canción no oficial para el Mundial de Fútbol de 1998. La canción fue una clase de homenaje a los más conocidos estereotipos de la cultura futbolística de Inglaterra: beber en exceso, la pasión por el fútbol y visitar destinos exóticos sólo para ver partidos de fútbol toda la tarde vía satélite en pubs ingleses. El video promocional fue una parodia al video de The Verve "Bittersweet Symphony" y, además de los miembros de la banda, en él aparecen Paul Kaye, Rowland Rivron, Ed Tudor-Pole, Matt Lucas y David Walliams.
Fat Les también hizo una canción para la selección de fútbol de Inglaterra cuando esta participó en la Eurocopa 2000 en Bélgica y Holanda. La canción, titulada "Jerusalem", fue un himno de rendición. Una vez más fue encabezada por el actor Keith Allen junto al popular humorista Michael Barrymore, quien aparece en el video.